# Das Erbe
Das Erbe es una película de propaganda de la Alemania nazi de 1935. Producida por Harold Mayer bajo la égida del Rassenpolitisches Amt del Partido nazi y dirigida por Carl C. Hartmann, pretendía legitimar la Ley para la Prevención de Descendencia con Enfermedades Hereditarias ("Gesetz zur Verhütung erbkranken Nachwuchses"), que permitía la esterilización forzada de ciudadanos que padecieran enfermedades hereditarias. La película tiene 12 minutos de duración y fue presentada como parte de varios tráileres en las salas de cine alemanas.

## Trama
El guion cinematográfico fue escrita por Walter Lüddeke. El mensaje central, que solo los fuertes y sanos son victoriosos, es demostrado por una lucha de animales comentada por un "profesor", Estas tomas son vistas por el personaje "Fräulein Volkmann", una muchacha a quien se le presenta la "lucha por sobrevivir". Tras ver los videos, la rubia Fräulein Volkmann se asombra y dice al amigable profesor: "¡Así que los animales realmente siguen una política racial!" En la segunda parte, la película discute el dolor de los discapacitados y establece una relación entre la elección de una pareja adecuada y enfermedades hereditarias de la descendencia. El mensaje es transmitida por escenas de pacientes en un asilo y la presentación del alto costo sanitario de cuidarlos.
Según Peter Zimmermann, 

el cortometraje Das Erbe (1935), que va de la lucha de los animales por la sobrevivencia y la selección natural a una defensa de la esterilización forzada de los enfermos mentales, marca exactamente el punto donde el determinismo social darwinista se convierte en la política racial fascista que proporciona el razonamiento de la necesidad de la eutanasia.

Además de Das Erbe, dos películas mudas fueron producidas en 1935 para promocionar la eutanasia en la población alemana, Sünden der Väter («Pecados de los padres») y Abseits vom Wege. En los años posteriores, la campaña mediática fue completada por otra película sonora, Opfer der Vergangenheit («Sacrificio del pasado», 1937) y otras tres películas mudas, Erbkrank («Enfermedad hereditaria», 1936), Alles Leben ist Kampf («Toda vida es lucha», 1937) y Was du ererbst («Lo que heredas», 1939). Todas estas películas fueron producidas por la Oficina de política racial, filmadas en el área de Berlín y estrenadas a nivel nacional en las salas de teatro, fábricas y eventos del partido nazi. En conjunto, alcanzaron una audiencia de 20 millones de personas por año. Junto con Erbkrank y Alles Leben ist Kampf, Das Erbe refleja el espíritu de las Leyes de Núremberg que subordinaba las personas a la autoridad de un superior que hará un análisis de costo-beneficio.